# Kardos Péter
Kardos Péter, születési nevén Kösztenbaum Péter (Budapest, 1936. május 11. –) neológ főrabbi, kántor, az Új Élet főszerkesztője.

## Életpályája
Kösztenbaum Sándor (Szimche) hivatalnok és Weisz Margit (1901–1987) régiségkereskedő gyermekeként született a Dob utca 86. szám alatt ortodox zsidó családban. 1942 szeptemberétől a Dob utcai általános iskolában tanult. Édesapja munkaszolgálatosként a holokauszt áldozata lett. A Kazinczy utcai zsinagóga kórusában ismerkedett meg a liturgia alapelemeivel. Kamaszkorában Gottschal Jakab énekmester, karmester és zeneszerző tanítványa volt, majd az ortodox stílust Fisch József mellett sajátította el. 1954-ben érettségizett a Zsidó Gimnáziumban. 1958-ban – Scheiber Sándor felkérését elfogadva – az Országos Rabbiképző rabbitanulója lett, s párhuzamosan elvégezte a kántorképzőt is. Tanárai voltak többek Scheiber Sándor, Richtmann Mózes, Szemere Samu, Schweitzer József, a kántorképzésben Feleki Rezső operaénekes, kántor és Sirotta Sándor budai főkántor. 1962-ben fejezte be tanulmányait mint kántor. Tóraolvasóként működött és tíz évig nem vállalt rabbi tisztet. Idegenvezetőként dolgozott, mivel több nyelvet beszélt, illetve Hochberger László főrabbi mellett folytatott szolgálatot. 1971-ben avatták rabbivá és a következő évben a Zuglói Körzetbe került, ahol azóta is tevékenykedik. A Thököly úti zsinagóga lett hivatásának székhelye. Nagyünnepek alkalmával – meghívásra – többször látta el a varsói zsinagóga kántor és rabbi funkcióit is. 1973-tól az Új Élet című folyóirat szerkesztőségében dolgozik, amelynek 1991-től főszerkesztője. 1985 novemberében az Országos Rabbitestület elnökévé választották. 1987–88-ban 15 hónapot töltött Svédországban rabbiként. Alelnöke volt a Mazsihisz Rabbitestületének, amelyből azonban 2021 februárjában kilépett.
Állandó résztvevője a Heti TV A Világ Zsidó Szemmel és a Pilpul című műsorainak.

## Családja
Feleségével, Eckstein Judittal 1966-ban kötött házasságot. Két gyermekük született: Ágnes és László. Fia szintén gyakorolja a kántori hivatást.

## Könyve
- Síp utcai kevert. Életrajzi könyv. (Gabbiano Print Nyomda és Kiadó Kft., 2014)

## Díjai, elismerései
- Radnóti Miklós antirasszista díj (2005)
- Magyar Érdemrend tisztikeresztje (2021)[5]